# فرودگاه پالماس
فرودگاه پالماس (به انگلیسی: Palmas Airport) (به زبان بومی: Aeroporto de Palmas–Brigadeiro Lysias Rodrigues) یک فرودگاه همگانی مسافربری با کد یاتا PMW است که یک باند فرود آسفالت دارد و طول باند آن ۲۵۰۰ متر است. این فرودگاه در شهر پالماس کشور برزیل قرار دارد و در ارتفاع ۲۳۶ متری از سطح دریا واقع شده است.

## شرکت‌های هواپیمایی و مقصدهای پروازی
| شرکت‌های هواپیمایی     | مقصدهای پروازی                                                    |
| --------------------- | ----------------------------------------------------------------- |
| آزول برزیلین ایرلاینز | ول د کائس، تانکردو نوس، برازیلیا، ویراکوپوس-کامپیناس، سانتا جنووا |
| گول ایر ترنسپورت      | برازیلیا، کونگونیاس-سائو پائولو                                   |
| تام ایرلاینز          | برازیلیا، کونگونیاس-سائو پائولو                                   |
| پاساردو لینهاس آئرئاس | آراگوینا، سانتا جنووا                                             |